# هان گان

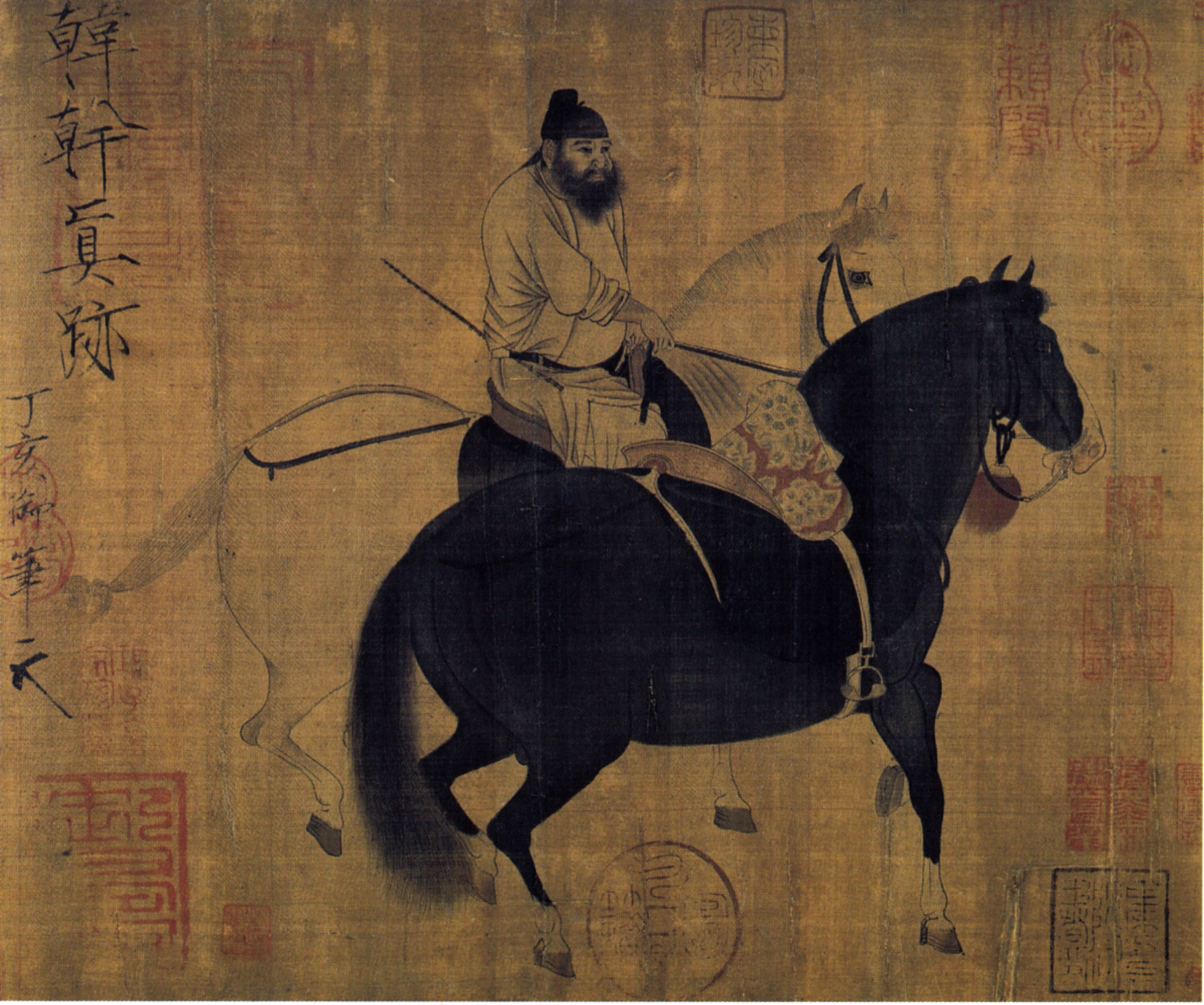
نقاشی گله‌دار اسب اثر هان گان

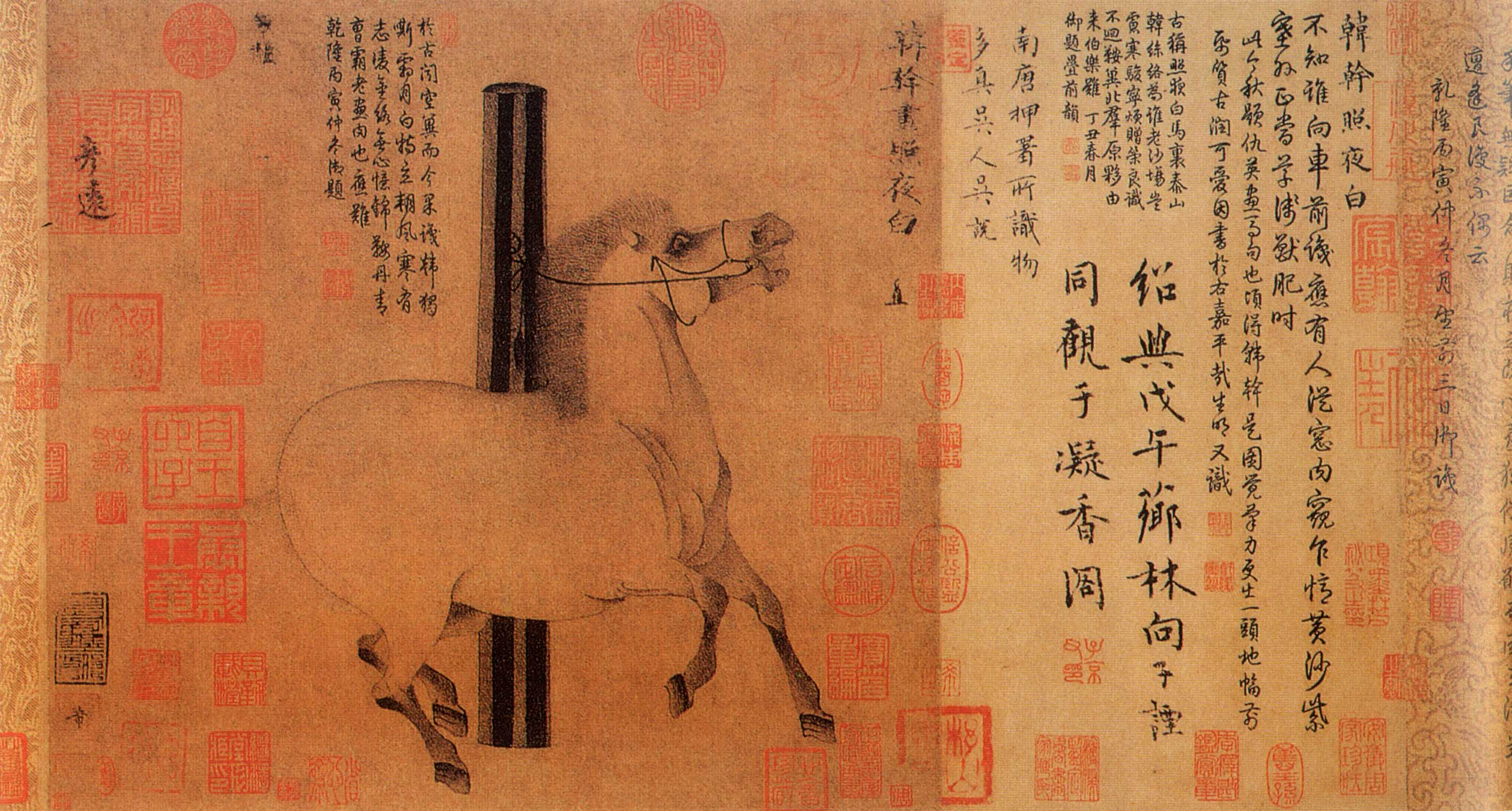
جائویه‌بای‌تو، اسب محبوب امپراتور شوان‌تزونگ، اثر هان گان

هان گان (به چینی ساده: 韩干، به چینی سنتی: 韓幹، پین یین: Hán Gàn) (زادهٔ پیرامون ۷۰۶ – درگذشتهٔ ۷۸۳) از نقاشان بنام چینی در دوران امپراتوری تانگ بود.

## زندگی‌نامه
هان در حدود سال ۷۰۶ در خانواده‌ای فقیر زاده شد. خانوادهٔ او یا از اهالی چانگ‌آن (شیان امروزی در شانشی) بودند یا از اهالی لان‌تین (شانشی امروزی) یا دالیانگ (کایفنگ امروزی در هنان). او در جوانی مورد توجه وانگ وی، از شاعران بنام قرار گرفت و به هزینهٔ او به فراگیری هنرهای مختلف پرداخت. با پایان یافتن آموزش‌ها، هان به‌عنوان نقاش به خدمت دربار تانگ درآمد.
هان گان در طول دوران حرفه‌ای خود پرتره‌ها و نگاره‌های بسیاری با موضوعات بودایی کشید، اما بیشترین شهرت او به‌واسطهٔ نقاشی‌هایش از اسب‌ها بود. چنین معروف بود که هان نه‌تنها حالت فیزیکی اسب را به تصویر می‌کشید، بلکه روح حیوان را نیز در آن به‌نمایش می‌گذارد. شهرت هان گان تا آنجا پیش رفت که او حتی از استادش نیز معروف‌تر شد. حتی نقاشان نسل‌های آینده نیز که به کار کشیدن اسب می‌پرداختند آثار هان را مورد مطالعه قرار می‌دادند.
هان گان در سال ۷۸۳ میلادی درگذشت.